# Condado de Chester (Pensilvânia)
O Condado de Chester (em inglês:  Chester County) é um dos 67 condados do estado americano da Pensilvânia. A sede e maior cidade do condado é West Chester. Foi fundado em 1682.
O condado possui uma área de 1 966 km², dos quais 23 km² estão cobertos por água, uma população de 498 886 habitantes, e uma densidade populacional de 256,6 hab/km² (segundo o censo nacional de 2010).